# Луч (геометрия)

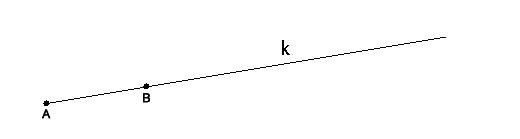
Луч, он же

Полупряма́я, или открытый луч, — множество всех точек прямой, которые находятся по одну сторону с некоторой точкой на этой прямой, другими словами, полупрямая — одна из двух частей прямой, на которые делится прямая её произвольной точкой. Эта точка определяет полупрямую и является границей полупрямой.
В устаревшей трактовке граница полупрямой ей принадлежала, понятия «полупрямая» и «луч» совпадали.
Луч, или замкнутый луч, или замкнутая полупрямая, — полупрямая со своей границей. Эта точка, граница замкнутой полупрямой, называется также началом луча. Луч выходит из этой точки. Конец у луча (полупрямой) отсутствует.
Как правило, луч (полупрямую) обозначают какой-нибудь строчной латинской буквой, например {\displaystyle k}, или двумя прописными латинскими буквами, первая из которых — начало луча, а вторая — произвольная точка на полупрямой, например {\displaystyle AB}.

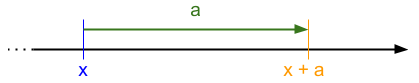
Точка на луче

Для любого неотрицательного числа a на заданном луче с началом X существует единственная точка A, находящаяся на расстоянии a от точки X.
Полупрямая и луч — два вида бесконечных промежутков числовой прямой.
Строгую терминологию для понятий прямой, луча и отрезка установил Якоб Штейнер в 1833 году.

## Определение полупрямой и луча
Полупрямая — множество всех точек {\displaystyle M} прямой, которые находятся по ту же сторону от некоторой точки {\displaystyle P} на этой прямой, что и некоторая заданная точка {\displaystyle A}, отличная от точки {\displaystyle P}, то есть полупрямая — это точка {\displaystyle A} и множество всех точек {\displaystyle M}, отличных от {\displaystyle P} и таких, что {\displaystyle P} не лежит между {\displaystyle A} и {\displaystyle M}. Точка {\displaystyle P} определяет полупрямую и является границей полупрямой.
Луч, или замкнутый луч, или замкнутая полупрямая, — полупрямая со своей границей. Эта точка, граница замкнутой полупрямой, называется также началом луча. Луч выходит из этой точки. Конец у луча (полупрямой) отсутствует.
Теорема 1. Произвольная точка {\displaystyle P} на прямой делит эту прямую на две полупрямых (на два луча). Более формально: на прямой существуют точки {\displaystyle A} и {\displaystyle B}, отличные от точки {\displaystyle P} такие, что разные полупрямые (разные лучи), которым принадлежат эти точки, заполняют с точкой {\displaystyle P} (просто заполняют) всю прямую и имеют своими границами точку {\displaystyle P} (имеют единственную общую точку {\displaystyle P}).
Дополнительные лучи (дополнительные полупрямые) — лучи (полупрямые) на одной прямой, разделённые общим началом (общей границей) {\displaystyle P}: луч, дополнительный к лучу {\displaystyle k}, обозначается {\displaystyle {\bar {k}}}.
Теорема 2. Две точки {\displaystyle A\neq P} и {\displaystyle B\neq P} на одной прямой лежат на одном и том же луче (на одной и той же полупрямой) с началом {\displaystyle P} (с границей {\displaystyle P}) тогда и только тогда, когда {\displaystyle P} не принадлежит интервалу {\displaystyle (AB)}, {\displaystyle P\notin (AB)}, и лежат на дополнительных лучах (на полупрямых), когда {\displaystyle P\in (AB)}.
Строгую терминологию для понятий прямой, луча и отрезка установил Якоб Штейнер в 1833 году.

## Сонаправленные полупрямые и лучи

Лучи и сонаправлены,. Лучи и противоположно направлены,

Лучи и сонаправлены,. Лучи и противоположно направлены,

Сонаправленные лучи (сонаправленные полупрямые) на прямой — два луча (две полупрямые) {\displaystyle k_{1}} и {\displaystyle k_{2}}, которые лежат на одной прямой и их пересечение — луч (полупрямая); обозначение: {\displaystyle k_{1}\upuparrows k_{2}}. Если их пересечение отрезок (интервал), то они противоположно направлены; обозначение: {\displaystyle k_{1}\uparrow \downarrow k_{2}}.
Сонаправленные лучи (сонаправленные полупрямые) на плоскости — два луча (две полупрямые) {\displaystyle k_{1}} и {\displaystyle k_{2}}, которые лежат на параллельных прямых и принадлежат одной полуплоскости с границей, проходящей через начала лучей (через границы полупрямых); обозначение: {\displaystyle k_{1}\upuparrows k_{2}}. Если они принадлежат разным указанным полуплоскостям, то они противоположно направлены; обозначение: {\displaystyle k_{1}\uparrow \downarrow k_{2}}.
Из сонаправленности лучей (полупрямых) {\displaystyle k_{1}\upuparrows k_{2}} следует противоположная направленность лучей (полупрямых) {\displaystyle {\bar {k_{1}}}\uparrow \downarrow k_{2}}.
Теорема 1. Два луча (две полупрямые) противоположно направлены тогда и только тогда, когда они центрально симметричны относительно некоторой точки.
Теорема 2 (транзитивность сонаправленности лучей (полупрямых)). Если два луча (две полупрямые) одновременно сонаправлены третьему лучу (третьей полупрямой), то они сонаправлены друг другу.

### Комментарии
1. 1 2  Имеется перевод на английский язык.